# Fritz-Höger-Preis für Backstein-Architektur

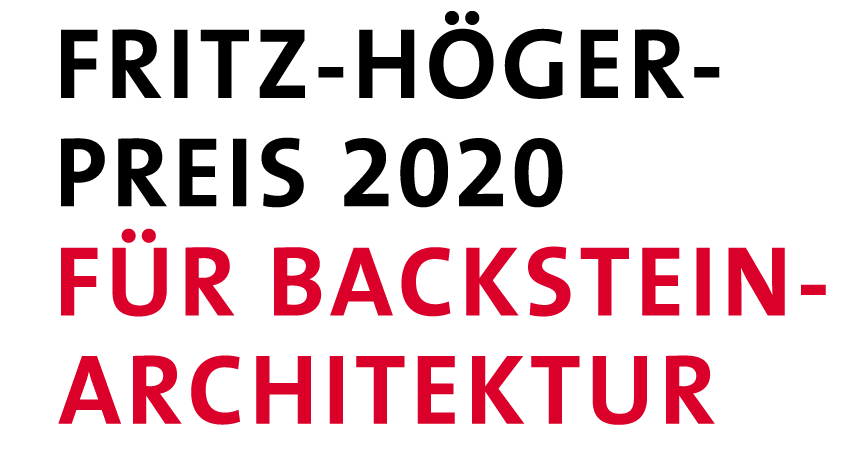
Logo Fritz-Höger-Preis 2020 für Backstein-Architektur

Der Fritz-Höger-Preis für Backstein-Architektur war ein von der „Initiative Bauen mit Backstein – Zweischalige Wand Marketing e. V.“ ausgelobter, internationaler Architekturpreis. Gegründet wurde die „Initiative Bauen mit Backstein“ von der Deutschen Ziegelindustrie.
Nachdem im September 2022 eine Studie gezeigt hatte, wie stark Höger sich während im Dritten Reich an die Ideologie der Nationalsozialisten angepasst hatte, wurde der Fritz-Höger-Preis im Oktober 2022 in Erich-Mendelsohn-Preis für Backsteinarchitektur umbenannt, nach Erich Mendelsohn als wichtigen Vertreter der Moderne.

## Überblick
Die Benennung des Preises bezog sich auf den deutschen Baumeister und Architekten Fritz Höger. Höger gilt als einer der führenden Vertreter des norddeutschen Backsteinexpressionismus.
Prämiert wurden Bauwerke, deren Realisierung ökonomische, ökologische wie auch gestalterische Aspekte in sich vereint und das Potenzial des Baustoffes Backstein nutzt. Ziel des Wettbewerbs war es, sowohl Architekten als auch dem Produkt Backstein zu neuer Öffentlichkeit zu verhelfen. Backstein wird dabei als Oberbegriff für aus Ton gebrannte Fassadensteine verstanden, die auch als Vormauerziegel oder Klinker bekannt sind.
Insgesamt war der Wettbewerb mit 10.000 Euro dotiert. Der Preis wurde alle drei Jahre ausgelobt. Der Wettbewerb fand 2008, 2011, 2014, 2017 und zuletzt 2020 statt. Mit der Verleihung des Fritz-Höger-Preises 2014 am 19. September im DAZ (Deutsches Architektur Zentrum) wurde eine neue Preissystematik eingeführt. Erstmals wurden ein Grand Prix, der Fritz-Höger-Preis in Gold und Silber sowie die Auszeichnungen Special Mention und Nominee vergeben.

## Teilnahme
Teilnahmeberechtigt waren Architekten, Architektengemeinschaften sowie Architekten-/Ingenieurgemeinschaften, die geistige Urheber der eingereichten Bauwerke sind. Im Rahmen des Fritz-Höger-Preises 2014 wurde erstmals ein Newcomer-Award vergeben. Dieser richtete sich an Studenten, Absolventen und Nachwuchsarchitekten, deren Hochschulabschluss nicht länger als vier Jahre zurückliegt.

## Kategorien
Prämiert wurden Projekte in den Kategorien:
- Einfamilienhaus/Doppelhaushälften
- Wohnungsbau/Geschosswohnungsbau
- Büro- und Gewerbebauten
- Öffentliche Bauten, Sport und Freizeit

Zusätzlich wurden Auszeichnungen in folgenden Bereichen vergeben:
- Energieeffizienz
- Sanierung/Nachhaltigkeit
- Newcomer[5]

## Jury
Die Fachjury wurde von der „Initiative Bauen mit Backstein“ berufen und setzte sich unter anderen aus Architekten, Journalisten und Vertretern der Deutschen Ziegelindustrie zusammen. Die Beratung der Jury erfolgte unter dem Ausschluss der Öffentlichkeit.

## Preisträger
Preisträger und Siegerprojekte 2008:
| Preisträger                                                    | Projekt                                   | Auszeichnung                                                                            |
| -------------------------------------------------------------- | ----------------------------------------- | --------------------------------------------------------------------------------------- |
| Königs Architekten, Köln                                       | Pfarrzentrum Str. Franziskus, Regensburg  | 1. Platz Gesamtsieger; Sieger in der Kategorie „Öffentliche Bauten, Sport und Freizeit“ |
| Claus en Kaan, Amsterdam/Rotterdam (NL)                        | Wohnanlage „De Eekenhof“, Enschede (NL)   | 2. Platz Gesamtsieger; Sieger in der Kategorie „Wohnungsbau/Geschosswohnungsbau“.       |
| Kahlfeldt Architekten Gesellschaft von Architekten mbH, Berlin | „Haus K“, Gleichrichterwerk Zehlendorf    | 3. Platz Gesamtsieger; Auszeichnung „Bestes Sanierungsprojekt“                          |
| Hillekamp + Weber Architekturstudio, Mönchengladbach           | „hof.haus“, Niederrhein                   | Sieger in der Kategorie „Einfamilienhaus/Doppelhaushälfte“                              |
| Johannes Götz & Guido Lohmann, Dipl.-Ing. Architekten, Köln    | Haus Pohlmann, Damme                      | Sieger in der Kategorie „Einfamilienhaus/Doppelhaushälfte“                              |
| David Chipperfield Architects, London/Berlin/Mailand/Shanghai  | Galeriegebäude am Kupfergraben 10, Berlin | Sieger in der Kategorie „Büro- und Gewerbebauten“                                       |
| Rapp+Rapp, Rotterdam/Berlin                                    | Stadtteilzentrum „Block A“, Den Haag (NL) | Sieger in der Kategorie „Öffentliche Bauten, Sport und Freizeit“                        |
| Rapp+Rapp, Rotterdam/Berlin                                    | Stadtteilzentrum Ypenburg, Den Haag (NL)  | Sieger in der Kategorie „Städtebau“                                                     |

Preisträger und Siegerprojekte 2011:
| Preisträger                                                   | Projekt                                        | Auszeichnung                                                                            |
| ------------------------------------------------------------- | ---------------------------------------------- | --------------------------------------------------------------------------------------- |
| Meck Architekten, München                                     | Dominikuszentrum, München-Nordhaide            | 1. Platz Gesamtsieger; Sieger in der Kategorie „Öffentliche Bauten, Sport und Freizeit“ |
| biq stadsontwerp, Rotterdam (NL)                              | Siedlungsprojekt „Lakerlopen“, Eindhoven (NL)  | 2. Platz Gesamtsieger; Sieger in der Kategorie „Wohnungsbau/Geschosswohnungsbau“        |
| Hehnpohl Architektur, Münster                                 | Einfamilienhaus im Geistviertel, Münster       | 3. Platz Gesamtsieger; Sieger in der Kategorie „Einfamilienhaus/Doppelhaushälfte“       |
| Dominikus Stark Architekten, München                          | Education Center Nyanza, Ruanda                | Sonderpreis                                                                             |
| Harter + Kanzler Architekten, Freiburg                        | Bauhof Hansmann, Haslach                       | Sieger in der Kategorie „Büro- und Gewerbebauten“                                       |
| Wingender Hovenier Architecten, Amsterdam (NL)                | Siedlungsprojekt „Edge of town“, Windhaak (NL) | Auszeichnung „Bestes Passivhaus“                                                        |
| David Chipperfield Architects, London/Berlin/Mailand/Shanghai | Wiederaufbau des Neuen Museums, Berlin         | Auszeichnung „Bestes Sanierungsprojekt“                                                 |

Preisträger und Siegerprojekte 2014:
| Preisträger                                         | Projekt                       | Auszeichnung |
| --------------------------------------------------- | ----------------------------- | ------------ |
| Álvaro Siza / Rudolf Finsterwalder, Stephanskirchen | Siza-Pavillon Insel Hombroich | Grand Prix   |

Preisträger und Siegerprojekte 2014:
| Preisträger                                               | Projekt                                               | Kategorie                                          |
| --------------------------------------------------------- | ----------------------------------------------------- | -------------------------------------------------- |
| VON M, Stuttgart                                          | Museum Luthers Sterbehaus, Lutherstadt Eisleben       | Öffentliche Bauten, Sport und Freizeit             |
| Roger Boltshauser, Zürich, Schweiz                        | Umbau Atelierhaus Dubsstrasse, Zürich, Schweiz        | Büro- und Gewerbebauten                            |
| H Arquitectes, Sabadell, Barcelona, Spanien               | 1101 House, Sant Cugat del Vallès, Barcelona, Spanien | Einfamilienhaus/Doppelhaushälfte                   |
| vir.mueller architects, Neu-Delhi, Indien                 | Defence Colony Residence, Neu-Delhi, Indien           | Wohnungsbau/Geschosswohnungsbau                    |
| Dohse Architekten, Hamburg                                | Hamburger Bestattungsforum Ohlsdorf, Hamburg          | Bestes Sanierungsprojekt – Ganzheitliche Sanierung |
| Witherford Watson Mann Architects, London, Großbritannien | Astley Castle, Nuneaton, Warwickshire, Großbritannien | Bestes Sanierungsprojekt – Weiterbauen im Bestand  |
| M&DB Architecten, Den Haag, Niederlande                   | House LS, Madampe, Sri Lanka                          | Newcomer-Award                                     |
| JAN RÖSLER ARCHITEKTEN, Sven Rickhoff, Berlin             | Haus Stein, Magdeburger Börde, Sachsen-Anhalt         | Newcomer-Award                                     |

Die Preisträger für den Fritz-Höger-Preis 2014 in Silber, Special Mention und Nominee sind auf der Website zum Fritz-Höger-Preis einzusehen.
Preisträger und Siegerprojekte 2017:
| Preisträger         | Projekt                                 | Auszeichnung    |
| ------------------- | --------------------------------------- | --------------- |
| Baukuh              | House of memory                         | Special Mention |
| Christ & Gantenbein | Kunstmuseum Basel                       | Special Mention |
| Palais Mai          | Wohnanlage St. Gabriel                  | Silbermedaille  |
| Andy Senn           | Krematorium Friedhof Feldli, St. Gallen | Nominierung     |